# Sporormia
Sporormia — рід грибів родини Sporormiaceae. Назва вперше опублікована 1845 року.